# Gang bang

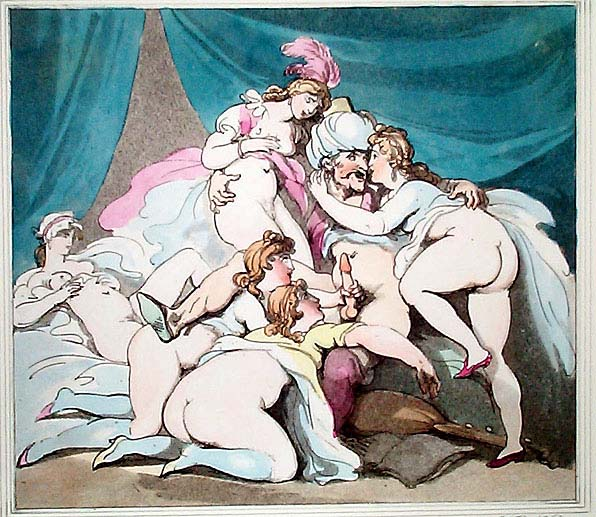
Gang bang

Gang bang (lub gangbang) – rodzaj seksu grupowego, w którym jedna osoba – niezależnie od płci – odbywa jednocześnie bądź po kolei stosunki płciowe z co najmniej trzema partnerami, z których każdy odbywa stosunek tylko z tą jedną osobą. Odróżnia to gang bang od pozostałych form seksu grupowego. Nie należy gang bangu mylić z triolizmem, w którym biorą udział wyłącznie trzy osoby.
W znaczeniu węższym, mianem gang bangu określa się seks grupowy, w którym bierze udział jedna kobieta (lub pasywny mężczyzna) i co najmniej trzech aktywnych mężczyzn. Stosunek seksualny jednego mężczyzny z co najmniej trzema kobietami naraz nazywane są czasem „odwróconym gang bangiem”.
Gang bang może przyjmować rozmaite formy. Może ograniczać się do odbywania przez jedną osobę serii stosunków seksualnych z kolejnymi partnerami – jeden po drugim. Może jednak także przybrać jedną z form jednoczesnego kontaktu seksualnego jednej osoby z wieloma innymi osobami. W szczególności: podwójnej penetracji (pochwy i odbytu), jednoczesnej penetracji pochwy, odbytu i ust, stymulacji manualnej, stymulacji oralnej itd. Gang bang czasami kończy się bukkake.
Gangbangi są szeroko rozpowszechnione  w pornografii.
Przykładem gang bangu może być np. próba bicia tzw. seksualnego rekordu świata.